# Дреновац Осредачки
Дреновац Осредачки је насељено мјесто у општини Грачац, југоисточна Лика, Република Хрватска.

## Географија
Дреновац Осредачки је удаљен око 39 км источно од Грачаца.

## Историја
Дреновац Осредачки се од распада Југославије до августа 1995. године налазио у Републици Српској Крајини.

## Становништво
Дреновац Осредачки се до пописа становништва 1971. налазио у саставу општине Срб, а до августа 1995. у саставу општине Доњи Лапац. Према попису становништва из 2011. године, насеље Дреновац Осредачки је имало 12 становника.
| Националност       | 1991. | 1981. | 1971. | 1961. |
| Срби               | 72    | 66    | 79    | 136   |
| Југословени        |       | 8     | 4     |       |
| Црногорци          |       |       | 1     |       |
| остали и непознато |       |       | 1     |       |
| Укупно             | 72    | 74    | 85    | 136   |

| Демографија | Демографија | Демографија |
| Година      | Становника  | Становника  |
| ----------- | ----------- | ----------- |
| 1961.       | 136         |             |
| 1971.       | 85          |             |
| 1981.       | 74          |             |
| 1991.       | 72          |             |
| 2001.       | 12          |             |
| 2011.       |             | 12          |